# آلفرد فون والدرزی
آلفرد فون والدرزی (به آلمانی: Alfred von Waldersee) (۸ آوریل ۱۸۳۲ – ۵ مه ۱۹۰۴) نظامی بلندپایه و فیلدمارشال اهل آلمان بود که بین سال‌های ۱۸۸۸ تا ۱۸۹۱ ریاست ستاد کل کبیر را بر عهده داشت.